# Bataille de Bubaigawara
Guerre de Genkō
La bataille de Bubaigawara (分倍河原の戦い, Bubaigawara no tatakai) faisait partie de la décisive campagne de Kōzuke-Musashi pendant la guerre de Genkō au Japon qui a finalement mené à la disparition du shogunat de Kamakura. La bataille eut lieu dans l'actuelle ville de Fuchū, les 15 et 16 mai 1333, elle a opposé les anti-forces impériales menées par Nitta Yoshisada contre les forces du clan Hōjō. C'était la dernière bataille majeure de la campagne de Kōzuke-Musashi et elle fut précédée par la bataille de la Kume-gawa.

## La bataille
Après sa victoire trois jours plus tôt à la bataille de la Kume-gawa, Nitta Yoshisada a pris le temps de reposer ses chevaux et ses hommes. Pendant ce temps, les forces fidèles au shogun se sont regroupées à Bubaigawara. À l'insu de Nitta, les forces du shogun avaient reçu des renforts le 14 mai, ce qui a grandement restauré le moral et les forces.
Comme les forces impériales ont avancé sur Bubaigawara le 15 mai, les forces du shogun ont attaqué avec leurs archers et ont ainsi arrêté l'attaque impériale. Le corps principal de l'armée du shogun a alors engagé l'armée de Nitta Yoshisada, et en dépit des contre-attaques agressives de Nitta, de lourdes pertes l'ont forcé à se replier.
Si les forces du shogunat avaient immédiatement utilisé leur avantage, il est probable qu'il aurait remporté la victoire. Cependant, pendant la nuit du 15, Nitta a reçu des renforts substantiels menés par Miura Yoshikatsu. Et à l'aube du 16 mai, les troupes fraîches de Miura ont attaqué un ennemi confiant. Nitta Yoshisada et son frère Nitta Yoshisuke ont avancé vers l'avant tandis que Miura harcelait l'ennemi de l'arrière.

## Résultat
La bataille a vu la victoire des frères Nitta et de Miura. Bien que les forces du shogunat ont obtenu l'avantage, leur incapacité à l'exploiter les a mené à la défaite.

## Conséquences
Les restes des forces des Hōjō se sont repliés dans le désordre jusqu'à Kamakura où elles se sont regroupées. Les forces menées par Nitta les ont poursuivies et définitivement vaincues au siège de Kamakura.